# Hugh McLeod
Hugh McLeod (ur. 8 czerwca 1932 w Hawick, zm. 12 maja 2014 tamże) – szkocki rugbysta grający na pozycji filara młyna, reprezentant kraju, trener i działacz sportowy.
Uczęszczał do Hawick High School, a w rugby zaczął grać w wieku szesnastu lat. Podjął treningi w juniorskim klubie Hawick PSA, grał następnie w Hawick YM, po czym został wybrany do seniorskiego zespołu Hawick RFC, w którym zadebiutował na pozycji filara młyna jeszcze jako nastolatek. Pozostał z nim związany do końca sportowej kariery.
Służbę wojskową odbył w wojskach lądowych w latach 1953–1955, w jej trakcie grał dla Army Rugby Union. Siedmiokrotnie uczestniczył w zgrupowaniach i meczach sparingowych szkockiej kadry, wystąpił także przeciw Springboks w ramach południowoszkockiego zespołu zbierając dobre recenzje. W reprezentacji Szkocji zadebiutował, w młodym jak na filara wieku niespełna dwudziestu dwóch lat, inauguracyjnym pojedynkiem Pucharu Pięciu Narodów 1954 przeciwko Francji. Zakończenie kariery ogłosił po swoim czterdziestym testmeczu, przeciwko Anglii w Pucharze Pięciu Narodów 1962, bowiem „czterdzieści to dobra, okrągła liczba”. Pobił tym samym dotychczasowy rekord Johna Bannermana w liczbie występów w szkockiej kadrze, dodatkowo były to kolejne mecze reprezentacji – wszystkie rozegrane w latach 1954–1962.
Dwukrotnie, w latach 1955 i 1959, uczestniczył w tournée British and Irish Lions. Na boisku pojawił się wówczas łącznie w trzydziestu czterech spotkaniach, w tym sześciu testmeczach. Na pierwsze z nich wyjechał jedynie dzięki pomocy finansowej matki i narzeczonej. W latach 1954–1959 czternastokrotnie zagrał dla Barbarians, dwukrotnie został także wybrany do wspólnej szkocko-irlandzkiej drużyny, która w specjalnych okolicznościowych spotkaniach rywalizowała z zespołem angielsko-walijskim.
Równie dobrze czuł się po obu stronach młyna, charakteryzowała go umiejętność gry z piłką, chęć nauki i doskonalenia się oraz pionierskie podejście do treningu – aż do śmierci utrzymywał sprawność fizyczną poprzez kolarstwo, pływanie czy spacery. Pracował zawodowo w branży budowlanej jako tynkarz, później otworzył sklep sportowy. W 1957 roku ożenił się z Myrą, miał z nią syna o imieniu Roddy.
Po zakończeniu aktywnej kariery sportowej trenował zespół Hawick RFC, który poprowadził do dominacji w szkockim rugby w latach sześćdziesiątych oraz do triumfów w pierwszych pięciu oficjalnych rozgrywkach ligowych organizowanych przez Scottish Rugby Union w kolejnej dekadzie. Był także działaczem sportowym związanym przede wszystkim z Hawick RFC, w tym jako prezydent klubu, był także honorowym wiceprezydentem Hawick PSA.
W 1962 roku został odznaczony Orderem Imperium Brytyjskiego w randze Oficera. W 2013 roku został przyjęty do Scottish Rugby Hall of Fame.